# 1631 Kopff
1631 Kopff è un asteroide della fascia principale del diametro medio di circa 9,66 km. Scoperto nel 1936, presenta un'orbita caratterizzata da un semiasse maggiore pari a 2,2355283 UA e da un'eccentricità di 0,2130000, inclinata di 7,48803° rispetto all'eclittica.
L'asteroide è stato così denominato in onore dell'astronomo tedesco August Kopff.